# Persone di nome Aaron/Calciatori
| Questa pagina contiene informazioni ricavate automaticamente dalle voci biografiche con l'ausilio del template Bio e di un bot. L'aggiornamento è periodico e automatico e ricostruisce completamente la pagina. Se manca una persona in questa lista, sei pregato di non aggiungerla, ma accertati piuttosto che la sua voce biografica contenga il template Bio e che i dati anagrafici siano correttamente compilati. Se il template Bio manca, inseriscilo tu stesso o, in alternativa, metti l'avviso {{tmp\|Bio}} che ne segnala la mancanza. Se i dati riportati sono sbagliati, correggi direttamente la voce biografica; le modifiche saranno visibili in questa lista entro pochi giorni. Per chiarimenti vedi il progetto antroponimi. La lista contiene solo le 51 persone che sono citate nell'enciclopedia e per le quali è stato implementato correttamente il template Bio. Pagina aggiornata al 22 lug 2025. |

Questa è una lista di persone presenti nell'enciclopedia che hanno il nome Aaron e sono calciatori.

## A(1)
- Aaron Anselmino, calciatore argentino (Bernardo Larroudé, n. 2005)

## B(1)
- Aaron Boupendza, calciatore gabonese (Moanda, n. 1996 - Hangzhou, † 2025)

## C(4)
- Aaron Calver, calciatore australiano (Caringbah, n. 1996)
- Aaron Clapham, ex calciatore neozelandese (Christchurch, n. 1987)
- Aaron Connolly, calciatore irlandese (Galway, n. 2000)
- Aaron Cresswell, calciatore inglese (Liverpool, n. 1989)

## D(3)
- Aaron Dennis, ex calciatore americo-verginiano (n. 1993)
- Aaron Donnelly, calciatore nordirlandese (Magherafelt, n. 2003)
- Aaron Doran, calciatore irlandese (Charleville, n. 1991)

## E(1)
- Aaron Evans, calciatore australiano (Canberra, n. 1994)

## G(1)
- Aaron Greene, calciatore irlandese (Dublino, n. 1990)

## H(4)
- Aaron Herrera, calciatore statunitense (Las Cruces, n. 1997)
- Aaron Hickey, calciatore scozzese (Glasgow, n. 2002)
- Aaron Hughes, ex calciatore nordirlandese (Cookstown, n. 1979)
- Aaron Hunt, ex calciatore tedesco (Goslar, n. 1986)

## J(1)
- Aaron Jones, ex calciatore inglese (Chesterfield, n. 1993)

## K(2)
- Aaron Katebe, calciatore zambiano (Chililabombwe, n. 1992)
- Aaron Kovar, ex calciatore statunitense (Seattle, n. 1993)

## L(4)
- Aaron Lawrence, ex calciatore giamaicano (Lucea, n. 1970)
- Aaron Lennon, ex calciatore inglese (Leeds, n. 1987)
- Aaron Leya Iseka, calciatore belga (Bruxelles, n. 1997)
- Aaron Long, calciatore statunitense (Oak Hills, n. 1992)

## M(10)
- Aaron Martin, ex calciatore inglese (Newport, n. 1989)
- Aaron Maund, ex calciatore statunitense (Dorchester, n. 1990)
- Aaron McEneff, calciatore irlandese (Derry, n. 1995)
- Aaron McGowan, calciatore inglese (Liverpool, n. 1996)
- Aaron McLean, ex calciatore inglese (Londra, n. 1983)
- Aaron Meijers, calciatore olandese (Delft, n. 1987)
- Aaron Molinas, calciatore argentino (Lomas del Mirador, n. 2000)
- Aaron Mooy, ex calciatore australiano (Sydney, n. 1990)
- Aaron Moses-Garvey, ex calciatore nevisiano (Birmingham, n. 1989)
- Aaron Muirhead, calciatore scozzese (Dumfries, n. 1990)

## N(1)
- Aaron Nguimbat, ex calciatore camerunese (Yaoundé, n. 1978)

## O(2)
- Aaron Appindangoyé, calciatore gabonese (Franceville, n. 1992)
- Aaron Opoku, calciatore tedesco (Amburgo, n. 1999)

## P(2)
- Aaron Payas, ex calciatore gibilterriano (Gibilterra, n. 1985)
- Aaron Pierre, calciatore grenadino (Londra, n. 1993)

## R(3)
- Aaron Ramsdale, calciatore inglese (Stoke-on-Trent, n. 1998)
- Aaron Ramsey, calciatore gallese (Caerphilly, n. 1990)
- Aaron Ramsey, calciatore inglese (Birmingham, n. 2003)

## S(4)
- Aaron Samuel, calciatore nigeriano (Port Harcourt, n. 1994)
- Aaron Schoenfeld, ex calciatore statunitense (Knoxville, n. 1990)
- Aaron Scott, calciatore neozelandese (Hamilton, n. 1986)
- Aaron Seydel, calciatore tedesco (Magonza, n. 1996)

## T(2)
- Aaron Taylor-Sinclair, calciatore antiguo-barbudano (Aberdeen, n. 1991)
- Aaron Tshibola, calciatore congolese (Repubblica Democratica del Congo) (Newham, n. 1995)

## W(3)
- Aaron Wan-Bissaka, calciatore inglese (Croydon, n. 1997)
- Aaron Wheeler, ex calciatore statunitense (Baltimora, n. 1988)
- Aaron Wilbraham, ex calciatore inglese (Knutsford, n. 1979)

## X(1)
- Aaron Xuereb, ex calciatore maltese (Floriana, n. 1979)

## Z(1)
- Aaron Zehnter, calciatore tedesco (Sonderhofen, n. 2004)